# 무궁화 꽃이 피었습니다 (영화)
무궁화 꽃이 피었습니다(Mugoonghwa-Korean National Flower)는 1995년에 개봉된 대한민국의 영화이다.

## 등장 인물
- 정보석 - 반도일보 사회부 권순범 기자 역
- 황신혜 - 요정 삼원각 신윤미 마담 역
- 이성웅 - 종로경찰서 박준기 (개코) 형사 역
- 박근형 - 서울지방검찰청 최영수 부장검사 역
- 허기호 - 박 검사 역
- 전무송 - 국방과학연구소장 → 과학기술처 장관 김형진 장군 역
- 이덕화 - 후 대통령 역
- 김성원 - 현 대통령 역
- 이해룡 - 박성길 역
- 송금식 - 오창수 역
- 이낙훈 - 곽 교수 역
- 김기주 - 국가안전기획부장 역
- 홍승기 - 국가안전기획부 제 1국 박진헌 국장 역
- 이일웅 - 국가안전기획부 제 3국 이동환 국장 역
- 국정환 - 종로경찰서 황 반장 역
- 조선묵 - 반도일보 편집국장 역
- 남포동 - 시계방 주인 역
- 현길수 - 차영호 역
- 김영인 - 전만호 역
- 권해룡 - 사형수 강두칠 역
- 허기호 - 박 검사 역
- 안진수 - 팽 형사 역
- 나갑성 - 교도과장 역
- 홍성덕 - 반도일보 김 기자 역
- 최성 - 전 중앙정보부 요원 → 우중섭 사장 역
- 이석구 - 국가안전기획부 과장 역
- 김나라 - 유 마담 역
- 잰 라이튼 - 인도 핵물리학자 라프르 간다 박사 역
- 페리 자넷 - 헨리 키신저 박사 역
- 아더 내스카렐라 - 기관원 역
- 줄리엣 천 - 어린 미현 역
- 전복연(알렉산드라 전) - 이용후의 딸 이미현 역
- 정진수 - 핵물리학자 이용후 역
- 이균식 - 박정희 대통령 역
- 최재문 - 중앙정보부장 김재규 역
- 김범식 - 대통령경호실장 차지철 역
- 김정태 - 대통령비서실장 김계원 역
- 김병식 - 북한 김정일 국방위원장 역
- 진봉진 - 한국 재벌 역
- 장인한 - 한국 재벌 역
- 박종설 - 한국 재벌 역
- 신동욱 - 육군참모총장 역
- 박형문 - 해군참모총장 역
- 정세혁 - 공군참모총장 역

## 같이 보기
- 무궁화 꽃이 피었습니다 (소설)
- 소설 이휘소 (소설)
- 핵물리학자 이휘소 (소설)
- 한반도